# Hippomane
Hippomane — рід квіткових рослин родини молочайні (Euphorbiaceae).

## Поширення
Представники роду ростуть у Центральній Америці, включаючи Флориди, країни Карибського басейну і Багами, у Венесуелі, Колумбії, Еквадорі та на Галапагоських островах.

## Види
- Hippomane horrida Urb. & Ekman. - Домініканська Республіка
- Hippomane mancinella L. - Вест-Індія, Мексика, Центральна Америка, Флорида-Кіс, Венесуела, Колумбія, Галапагоси.
- Hippomane spinosa L. - острів Гаїті.